# ماركو مارتن (لاعب كرة قدم)
ماركو مارتن (بالإيطالية: Marco Martin)‏ (25 ديسمبر 1987 ببوردينوني في إيطاليا - ) هو لاعب كرة قدم إيطالي في مركز الدفاع. لعب مع نادي بيسكارا ونادي تريفيزو ونادي سودتيرول واتحاد بافيا لكرة القدم وفيتربيسي 1908.

## وصلات خارجية
- ماركو مارتن على موقع قاعدة بيانات كرة القدم.إي يو (الإنجليزية)
- ماركو مارتن على موقع Soccerway.com (الإنجليزية)